# Ján Klimko
Ján Klimko (Prešov, 30 luglio 1960) è un allenatore di sci nordico ed ex combinatista nordico slovacco. Durante la sua carriera agonistica gareggiò per la nazionale cecoslovacca.

## Biografia

### Carriera sciistica
In Coppa del Mondo esordì il 29 dicembre 1983 a Oberwiesenthal (19°) e ottenne l'unico podio il 30 dicembre 1986 nella medesima località (3°).
In carriera prese parte a due edizioni dei Giochi olimpici invernali, Sarajevo 1984 (22° nell'individuale) e Calgary 1988 (27° nell'individuale, 6° nella gara a squadre), e a tre dei Campionati mondiali (6° nella gara a squadre a Sarajevo/Rovaniemi/Engelberg 1984 il miglior risultato).

### Carriera da allenatore
Dal 2008 al 2010 è stato allenatore giovanile in Polonia, guidando anche la nazionale juniores di sci di fondo; nel 2010 è passato alla nazionale maggiore come allenatore in seconda, assumendo quindi la guida dei combinatisti nel 2012.

## Palmarès

### Coppa del Mondo
- Miglior piazzamento in classifica generale: 16º nel 1987
- 1 podio (individuale):
  - 1 terzo posto